# إكس بوكس ون
إكس بوكس وَن (بالإنجليزية: Xbox One) هو نظام الألعاب الفيديو الجيل الثامن من شركة مايكروسوفت والتي أعلنت عنه رسمياً في 21 مايو 2013. النظام سوف يتبع إكس بوكس 360، وسوف ينافس جهاز بلاي ستيشن 4 لشركة سوني وجهاز وي يو لشركة نينتندو.
أصدر النظام بشكل رسمي في 12 دولة فقط في نوفمبر 2013، وأصدر رسمياً في سبتمبر 2014 في 26 دولة أخرى، من بينها الإمارات العربية المتحدة والسعودية. وابتداءً من 17 أكتوبر، 2017 يدعم الإكس بوكس وَن اللغة العربية بالكامل.

## تاريخ
الاسم التطويري لهذه المنصة كان يدعى دورانجو (بالإنجليزية: Durango). أعلنت مايكروسوفت عن المنصة رسمياً في 21 مايو، 2013، مع معلومات أخرى سيكشف عنها في معرض إي3 من 11-13 يونيو. ومن المقرر إصدار الإكس بوكس وَن بحلول نهاية 2013.

## هاردوير
الإكس بوكس وَن لديه CPU مع ثمانية نوى إكس86-64 و8 جيجا ذاكرة، حيث 3 جيجا منها محفوظة للتطبيقات ونظام التشغيل، و500 جيجا قرص صلب غير قابل للاستبدال ومشغل أقراص بلو راي.
الإكس بوكس وَن سيدعم مخرج فيديو ذو دقة دقة عرض 4 كيلو بكسل و 7.1 صوت محيطي. يوسف مهدي نائب مدير قسم التسويق والتخطيط لدى مايكروسوفت، صرح أنه ليس هناك قيود في الجهاز تمنع الألعاب من العمل على الدقة المذكورة آنفاً. الإكس بوكس وَن سيدعم مدخل ومخرج 1.4 HDMI.
المنصة لن تعمل إذا كان جهاز استشعار الحركة الكنيكت غير متصل بها ولكن ميكروسوفت سرحت رسميا بعد ذلك أنه لا مانع من تشغيل الجهاز بدون أداة الكنيكت.
الgpu يوازي كرت شاشه 7990 من AMD ومعدل عليه لكي يتفوق علي اقوى كرت جرافكس موجود حالياّ خصوصا مع توفر دقة 4k وميزة HDR التي تتيح للمستخدم التمتع بأفضل الأفلام وأمتع الألعاب وبدقة تحبس الانفاس.

## ميزات
- الإكس بوكس وَن سيسمح بالوصول الفوري إلى الأفلام والبث التلفزيوني المباشر والموسيقى وإنترنت إكسبلورر.
- مايكروسوفت سوف تقدم ميزة تسمح للإكس بوكس وَن بجلعه كالرسيفر على التلفاز بطريقة مشابهة لجوجل TV.
- المنصة ستقدم مجموعة أقوى من قدرات التحكم الصوتي من تلك الموجودة في الجيل الأول من الكنيكت. هذا سيسمح للمستخدمين بالتحكم بخصائص الجهاز عبر الأوامر الصوتية. كل الأوامر الصوتية سيتم تنسيقها خلال الكنيكت، ومع هذه القدرة سكايب سيعمل أيضاً على الإكس بوكس وَن.[21]
- يد التحكم الجديدة تحافظ على التصميم العام ليد الأكس بوكس 360. الاتجاهات في اليد لديها تصميم أكثر تقليد مقارنة باليد السابقة، ومستودع البطارية أصبح أقل حجماً. triggers في الجهاز ستحتوي على نظام اهتزاز داخلي يدعى "Impulse Triggers"، الذي يسمح للمطورين ببرمجة كيفية اهتزاز اليد التحكم تحت ظروف معينة. زرا البدء والعودة تم استبدالهما بزرا القائمة والمنظر.

## الألعاب
العناوين التالية وصلت إلى اكس بوكس ون بالإضافة إلى عناوين أخرى:
| العنوان                   | المطور                | الناشر                          | تاريخ الإصدار   | مرجع.  |
| ------------------------- | --------------------- | ------------------------------- | --------------- | ------ |
| أساسنز كريد IV: بلاك فلاق | يوبي سوفت مونتريال    | يوبي سوفت                       | 2013            | [ 22 ] |
| باتلفيلد 4                | ديجيتال إلوجينز سي إي | إلكترونيك آرتس                  | 2013            | [ 23 ] |
| كول أوف ديوتي: جوستس      | إنفنتي وورد           | أكتيفجن                         | 2013            | [ 24 ] |
| ديستيني                   | بنجي                  | أكتيفجن                         | يعلن عنها لاحقا | [ 25 ] |
| داينج لايت                | تيكلاند               | وارنر برذرز إنترآكتيف إنترتيمنت | 2014            | [ 26 ] |
| فيفا 14                   | إي أيه كندا           | إلكترونيك آرتس                  | 2013            | [ 27 ] |
| فورزا موتورسبورت 5        | تيرن 10 ستوديوز       | مايكروسوفت جيم ستوديوز          | 2013            | [ 28 ] |
| Madden NFL 25             | إلكترونيك آرتس        | إلكترونيك آرتس                  | 2013            | [ 29 ] |
| NBA Live 14               | إلكترونيك آرتس        | إلكترونيك آرتس                  | 2013            | [ 27 ] |
| نيد فور سبيد ريفالز       | Ghost Games           | إلكترونيك آرتس                  | 2013            | [ 27 ] |
| كوانتم بريك               | ريميدي إنترتيمنت      | مايكروسوفت جيم ستوديوز          | 2014            | [ 30 ] |
| رايس: سن أوف روم          | كرايتيك               | مايكروسوفت جيم ستوديوز          | يعلن عنها لاحقا | [ 31 ] |
| ثيف (توضيح)               | إيدوس مونتريال        | سكوير إنكس                      | 2014            | [ 32 ] |
| UFC                       | إلكترونيك آرتس        | إلكترونيك آرتس                  | يعلن عنها لاحقا | [ 27 ] |
| واتش دوقز                 | يوبي سوفت مونتريال    | يوبي سوفت                       | 2013            | [ 22 ] |